# Cotonou XIII
Cotonou XIII è un arrondissement del Benin situato nella città di Cotonou (dipartimento del Litorale) con 68.811 abitanti (dato 2006).